# Каририасу (микрорегион)

Каририасу на карте.

Каририасу (порт. Microrregião de Caririaçu) — микрорегион в Бразилии, входит в штат Сеара. Составная часть мезорегиона Юг штата Сеара. Население составляет 	56 885	 человек (на 2010 год). Площадь — 	1 300,609	 км². Плотность населения — 	43,74	 чел./км².

## Демография
Согласно сведениям, собранным в ходе переписи 2010 г. Национальным институтом географии и статистики (IBGE), население микрорегиона составляет:						
| Полное население                             | Полное население                             | Полное население                             | Полное население                             | 56 885 |
| -------------------------------------------- | -------------------------------------------- | -------------------------------------------- | -------------------------------------------- | ------ |
| в том числе:                                 | Городское население                          | 29 229                                       | Процент городского населения, %              | 51,38  |
|                                              | Сельское население                           | 27 656                                       | Процент сельского населения, %               | 48,62  |
|                                              | Мужское население                            | 27 721                                       | Процент мужского населения, %                | 48,73  |
|                                              | Женское население                            | 29 164                                       | Процент женского населения, %                | 51,27  |
| Плотность населения, чел/км²                 | Плотность населения, чел/км²                 | Плотность населения, чел/км²                 | Плотность населения, чел/км²                 | 43,74  |
| Население микрорегиона в % к населению штата | Население микрорегиона в % к населению штата | Население микрорегиона в % к населению штата | Население микрорегиона в % к населению штата | 0,67   |

## Статистика
- Валовой внутренний продукт на 2003 составляет 97 639 400,00 реалов (данные: Бразильский институт географии и статистики).
- Валовой внутренний продукт на душу населения на 2003 составляет 1615,25 реалов (данные: Бразильский институт географии и статистики).
- Индекс развития человеческого потенциала на 2000 составляет 0,594 (данные: Программа развития ООН).

## Состав микрорегиона
В составе микрорегиона включены следующие муниципалитеты:
1. Алтанейра
2. Каририасу
3. Фариас-Бриту
4. Гранжейру